# Guy Texereau
Pour les articles homonymes, voir Texereau.
Guy Texereau, né à Melle dans les Deux-Sèvres le 14 mai 1935 et décédé le 28 avril 2001 à Saint-Astier, est un athlète français. Ses parents avaient un magasin de Presse à Civray, rue du commerce.

## Carrière
C'est en 1953, que Guy Texereau aborde l'athlétisme avec l'équipe du Civray athlétisme dans la Vienne. Il devient champion du Poitou de cross-country en 1954 et connait déjà des succès sur piste au 1 500 m en junior. Très vite, il progresse et obtient la majorité de ses succès au 3 000 m steeple. Il participe trois fois aux Jeux olympiques d'été, en 1960, 1964 à Tokyo où il termine 6e du 3 000 m. steeple, et 1968. Il a porté 55 fois le maillot de l'équipe de France.
Il excelle aussi en cross-country où il fut 4 fois vice-champion de France, et gagne le cross du Figaro. Il participe sept fois au cross des nations avec l'équipe de France.
Dans les épreuves classiques, il fut 7 fois champion de France du 3 000 m steeple en 1960 et de 1962 à 1968 sans interruption. Il fut également champion de France du 10 000 m en 1963 et du 5 000 m en 1965.
Il est médaillé d'or du 3 000 mètres steeple aux Jeux de l'Amitié en 1963 à Dakar.
Il a en outre représenté sa nation natale à la Corrida de la Saint-Silvestre de Sao Paulo de fin 1963 en terminant 11e de la célèbre course brésilienne de rue.
À la fin de sa carrière sportive, Texereau s'investit dans le soutien aux jeunes toxicomanes, utilisant le sport comme substitut à la drogue au sein de son association Défi-Tex soutenue par le Conseil général de l'Essonne.

## Ses records
- 3 000 mètres steeple : 8 min 30 s 0 (1966)
- 1 500 mètres : 3 min 48 s 6 (1965)
- 3 000 mètres : 7 min 57 s 6 (1967)
- 5 000 mètres : 13 min 48 s 6 (1965)
- 10 000 mètres : 29 min 26 s 4 (1966)